# LOVBオマハ
LOVBオマハ（LOVB Omaha）は、アメリカ合衆国ネブラスカ州オマハを本拠地とする女子バレーボールチームである。リーグ・ワン・バレーボール（LOVB）所属。

## 歴史
2021年、LOVBはアメリカ合衆国に女子のプロバレーボールリーグを創設すること発表した。2023年8月、LOVBに参戦する5番目のチームとして、オマハを本拠地とするチームが創設されることが決定し、同年12月にジャスティン・ウォン＝オランテスが創設アスリートとなった。2024年4月、オリンピック4大会連続出場を果たしたジョーダン・ラーソンが加入することが発表された。
2025年1月10日、開幕戦となる試合でLOVBヒューストンに3-0で勝利を飾った。LOVBオマハの最初のホームゲームは1月24日、ネブラスカ州のホームアリーナのリバティー・ファースト信用組合アリーナで行われ、3-1で勝利を果たした。レギュラーラウンド16試合は5勝11敗と負け越す形で最下位となったが、クォーターファイナルではLOVBマディソンに3-1で勝利し、セミファイナルではLOVBヒューストンに3-2で勝利し、ファイナルへ進出を果たした。2025年4月13日のファイナルではLOVBオースティンに0-3で敗れて準優勝となった。

## 選手・スタッフ(2025)
2025年05月31日現在

### 選手
| 背番号 | 名前                               | 生年月日(年齢)         | Pos | 身長 | 出身校                     | 国籍           |
| ------ | ---------------------------------- | ---------------------- | --- | ---- | -------------------------- | -------------- |
| 1      | レキシー・ロドリゲス               | 2003年3月11日（22歳）  | L   | 1.68 | ネブラスカ大学リンカーン校 | アメリカ合衆国 |
| 2      | エミリー・テイター                 | 1995年2月1日（30歳）   | MB  | 1.96 | ミズーリ大学コロンビア校   | アメリカ合衆国 |
| 3      | アニー・セザール                   | 1997年4月26日（28歳）  | L   | 1.73 |                            | ドイツ         |
| 4      | ジャスティン・ウォン＝オランテス   | 1995年10月6日（29歳）  | L   | 1.68 | ネブラスカ大学リンカーン校 | アメリカ合衆国 |
| 5      | ジェイリ・ウィンターズ             | 1997年7月26日（28歳）  | OH  | 1.90 | クレイトン大学             | アメリカ合衆国 |
| 7      | ヴィッキー・サヴァール             | 1993年2月14日（32歳）  | OH  | 1.86 | モントリオール大学         | カナダ         |
| 8      | キンバリー・ドレフニオク           | 1997年8月11日（28歳）  | OP  | 1.88 |                            | ドイツ         |
| 10     | ジョーダン・ラーソン               | 1986年10月16日（38歳） | OH  | 1.88 | ネブラスカ大学リンカーン校 | アメリカ合衆国 |
| 11     | アンバー・スティヴリンス           | 2001年1月9日（24歳）   | OH  | 1.88 | サンディエゴ大学           | アメリカ合衆国 |
| 12     | オードリアナ・フィッツモリス       | 1997年10月30日（27歳） | OP  | 1.97 | スタンフォード大学         | アメリカ合衆国 |
| 13     | ギャビー・ブラッサム               | 1999年8月5日（26歳）   | S   | 1.75 | ペンシルベニア州立大学     | アメリカ合衆国 |
| 14     | ラウラ・ダイケマ                   | 1990年2月18日（35歳）  | S   | 1.84 |                            | オランダ       |
| 17     | カンデラリア・ヘレラ               | 1999年1月28日（26歳）  | MB  | 1.82 | アイオワ州立大学           | アルゼンチン   |
| 18     | サマンサ・フランシス               | 2003年11月2日（21歳）  | MB  | 1.98 | スタンフォード大学         | アメリカ合衆国 |
| 23     | チアマカ・ンウォコロ               | 2000年11月8日（24歳）  | MB  | 1.85 | ピッツバーグ大学           | アメリカ合衆国 |
| 26     | ローレン・スティヴリンス           | 1998年5月26日（27歳）  | MB  | 1.93 | ネブラスカ大学リンカーン校 | アメリカ合衆国 |
| 33     | マディソン・キュービック＝バンクス | 2001年1月8日（24歳）   | OH  | 1.91 | ネブラスカ大学リンカーン校 | アメリカ合衆国 |

### スタッフ
| 役職               | 名前               |
| ------------------ | ------------------ |
| ヘッドコーチ       | スージー・フリッツ |
| アシスタントコーチ | レミ・プラー       |
| アシスタントコーチ | コリー・テツラフ   |